# Кипшидзе, Нодар Николаевич
Нодар Николаевич Кипшидзе (1923—2016) — советский и грузинский терапевт, специалист в области эпидемиологии ишемической болезни сердца, академик АМН СССР (1988), академик РАМН, академик Академии наук Грузии (1996), академик РАН (2013).

## Биография
Родился 12 октября 1923 года в Тбилиси.
В 1946 году закончил Тбилисский государственный медицинский институт.
По окончании аспирантуры и защиты диссертации на соискание ученой степени кандидата медицинских наук с 1952 года работал в Тбилисском институте усовершенствования врачей в должности доцента кафедры терапии.
С 1954 по 1957 год — докторантура Московского института терапии АМН СССР.
С сентября 1957 года командирован Министерством иностранных дел СССР в Организацию Объединенных Наций в Нью-Йорк, где проработал до 1960 года. Затем вернулся в Тбилисский институт усовершенствования врачей.
В 1961 году — по его инициативе основан Институт экспериментальной и клинической терапии, где он стал директором.
В 1963 году Министерством здравоохранения СССР был командирован во Всемирную организацию здравоохранения в Женеву, где проработал до конца 1965 года в должности директора Департамента биологии и фармакологии, после чего продолжил работу директора Института экспериментальной и клинической терапии Минздрава ГССР.
Похоронен в Дидубийском пантеоне.

## Научная деятельность
Начальные научные исследования посвящены изучению затяжного септического эндокардита, диагностике двух видов эндокардита — первичного, развившегося на интактных клапанах, и вторичного ревмосептического эндокардита, развившегося на фоне ревматического порока сердца.
Под руководством А. Л. Мясникова проводились клинико-экспериментальные исследования формирования атеросклероза под влиянием различных факторов: гипоксии, аллергического компонента, алкоголя и физической нагрузки, — на основании которых впервые в мире воспроизведена модель развития инфаркта миокарда при сочетании воспроизведнного атеросклероза коронарных артерии и физических нагрузок (тредмил), что показало вероятность развития инфаркта миокарда без тромбоза коронарных артерий при сочетании тяжелого атеросклероза и физических нагрузок.
В дальнейшем изучал этиопатогенетические механизмы кардиомиопатии, установил патогенетическую роль вирусного миокардита в формировании дилатационной кардиомиопатии, сформулировал гипотезу трансформации вирусного миокардита в дилатационную кардиомиопатию.
Одно из новейших исследований — наблюдение по ангиогенезу в плане изучения процесса развития коллатерального кровообращения у лиц с тяжелым атеросклерозом коронарных артерий и артерий нижних конечностей.
Автор более 530 научных трудов, в том числе 20 монографий, наиболее важные из них:
- «Пролапс митрального клапана» (1986)
- «Атлас по эхографии» (1988)
- «Лечение ишемической болезни сердца лучами гелий-неонового лазера» (1989)
- «Кардиомиопатия» (1990)

Под его руководством защищено 124 кандидатские и 42 докторские диссертации.

## Общественная деятельность
- Член-корреспондент АМН СССР (1975)
- Академик АМН СССР (1988)
- Академик Академии наук Грузии (1996)
- Академик РАН (2013)
- член Американской коллегии врачей (1995)
- член Американской коллегии кардиологов (1995)
- член Вашингтонской академии наук (1997)
- член Нью-Йоркской академии наук (1994)
- почетный член Немецкого научного общества терапии и кардиологии (1982), Шведского медицинского научного общества (1966)
- член Биографического международного центра (Англия, 2000)

Председатель Специализированного совета по защите докторских и кандидатских диссертаций по специальности «внутренние болезни» (1986).
Председатель Международного общества интернистов Грузии, Международной ассоциации атеросклероза, Общества геронтологов и гериатров Грузии, Грузинского комитета Международного движения «Врачи мира против ядерной войны» (1985).
Член редакционных коллегий:
- российских журналов: «Терапевтический архив» (1964), «Кардиология» (1965), «Успехи геронтологии» (2001)
- международных журналов: «Circulation» (1962), «International Medical Researches» (1985), «Technology and Age» (1991)
- американского журнала «Heart» (1972)
- грузинских научных журналов: «Вестник АН Грузии» (2001) и «Мацне» (1965)

### Семья
- Отец — Кипшидзе, Николай Андреевич (1888—1954), академик АН Грузии, профессор, заведовал кафедрой терапии
- Мать — Габашвили-Кипшидзе Дарья Васильевна (1898—1970)
- Супруга — Лели Аполлинаровна Чеишвили (1926—2002)
- Сын — Кипшидзе Николай Нодарович, кардиолог, профессор (1952 г. рожд.)
- Дочь — Кипшидзе Нина Нодаровна (1958 г. рожд.)

### Хобби
Имел специальное музыкальное образование по классу фортепиано, в свободное время музицировал, любит охоту.

## Награды
- Государственная премия СССР (1989) — за разработку метода лечения ишемической болезни сердца лучами гелий-неонового лазера
- Государственная премия ГССР (1981) — за внедрение в лечебные учреждения Тбилиси передового опыта диагностики и лечения острого инфаркта миокарда
- Премия имени А. Л. Мясникова (1980) — за монографию «Пролапс митрального клапана»
- Орден Трудового Красного Знамени (1966, 1971)
- Орден Дружбы народов (1983)
- Орден Чести Грузии (1998)
- Золотая медаль имени академика Е. И. Чазова (2003)
- Почетный гражданин Тбилиси (2003)